# Alainen Taapajärvi
Alainen Taapajärvi eller Alinen Taapajärvi är en sjö i Finland. Den ligger i kommunen Kolari i landskapet Lappland, i den norra delen av landet, 800 km norr om huvudstaden Helsingfors. Alinen Taapajärvi ligger 161 meter över havet. Arean är 34,1 hektar och strandlinjen är 4,97 kilometer lång. Sjön  ingår i Kemi älvs huvudavrinningsområde. 